# Реймонд, Генри Джарвис
Ге́нри Джа́рвис Ре́ймонд (24 января 1820, Лима, Нью-Йорк — 18 июня 1869, Нью-Йорк) — американский журналист и политик, вице-губернатор Нью-Йорка. Основатель газеты The New York Times.
Рано научился читать, учился в семинарии епископальной церкви, с отличием окончил университет Вермонта в 1840 году. 24 октября 1843 года женился на Джулиет Уивер; в браке у них родилось семь детей.
С 1841 по 1851 годы работал журналистом в различных газетах, в том числе в New York Tribune под руководством Хораса Грили. В 1851 году вместе с партнёром Джорджем Джонсом основал газету The New York Times, поставив себе цель освещать новости в нейтральном ключе, и оставался её главным редактором до самой смерти. В 1850—1851 годах был депутатом законодательного собрания штата Нью-Йорк (в 1851 году также спикером). В 1855—1856 годах был вице-губернатором Нью-Йорка. Был членом Республиканской партии, сыграв большую роль в её формировании.
Умер в Нью-Йорке, похоронен на Гринвудском кладбище в Бруклине.